# Thue Christiansen
Thue Christiansen (25 de fevereiro de 1940 - 26 de junho de 2022), foi um professor, artista e político inuit groenlandês. Christiansen é mais conhecido como o designer da atual bandeira da Groenlândia, que foi adotada em 21 de junho de 1985. Christiansen também serviu como Ministro da Cultura e Educação da Groenlândia de 1979, quando a Groenlândia recebeu o governo de casa, até 1983.

a Bandeira da Groenlândia, desenhada por Christiansen.

Christiansen morreu em 26 de junho de 2022, em sua casa em Hals, na Dinamarca.